# Transkei
1960–1976
(autonome)
1976–1994
(indépendant)
Entités précédentes :
- Afrique du Sud

Entités suivantes :
- Afrique du Sud

Le Transkei (plus rarement Transkeï) était un bantoustan situé dans les anciennes provinces du Cap et du Natal d'Afrique du Sud, aujourd'hui dans le Cap-Oriental. Premier bantoustan autonome en 1960, le Transkei fut un État indépendant non reconnu de 1976 à 1994 dans le cadre du régime d'apartheid. Il regroupait presque exclusivement des Africains de l'ethnie et de locution xhosa (à 99 %).
Le nom Transkei est formé sur la base de l'hydronyme Kei (en référence au fleuve Grand Kei) auquel a été ajouté le préfixe latin trans- (signifiant au-delà, après). Transkei signifie donc territoire au-delà du Kei, par opposition au Ciskei.

## Histoire
Son bassin étant la patrie de l'ethnie xhosa, le fleuve Great Fish a constitué de 1779 à 1819 la frontière orientale de la colonie du Cap avec les territoires indigènes xhosas.
À partir de 1779, les guerres cafres ou guerres de frontières entre les guerriers xhosas et les colons et les soldats britanniques ont fait reculer cette frontière orientale d'abord sur le fleuve Keiskamma (district d'Albany, ancien Zuurveld) puis sur le fleuve Grand Kei. 
La nouvelle guerre cafre déclenchée en décembre 1834 conduit les Britanniques à annexer le territoire entre la Keiskamma et le fleuve Grand Kei sous le nom de province de la Reine-Adélaïde. En 1836, la région est rétrocédée aux Xhosas mais la guerre reprend en 1846 et la région est finalement annexée comme possession de la Couronne sous le nom de Cafrerie britannique.
Le territoire correspondant au Transkei, situé en amont du fleuve Grand Kei, est alors peu colonisé par les Européens.
À partir de 1879, les territoires xhosas d'Idutywa, de Fingoland (Mfenguland) et de Galekaland (Gcalekaland), en amont du Grand Kei, sont progressivement annexés et restructurés en division de Butterworth, Tsomo, Nqamakwe, Kentani, Willowvale et Idutywa.
En 1882, plus de dix mille Européens sont installés dans les territoires xhosas.
Entre 1884 et 1886, c'est ensuite le tour du Griqualand-Est, du Bomvanaland et du Thembuland (Tembuland) d'être annexés puis enfin, en 1894, du Pondoland à la frontière du Natal.
Le parlement du Cap décide alors de recourir à un système de conseils indigènes pour administrer ensemble tous ces nouveaux territoires. Les premiers à être dotés de conseils sont les districts de Butterworth, Idutywa, Nqamakwe et Tsomo, regroupés au sein d'un conseil général du Transkei. Ils sont rejoints en 1899 par le district de Kentani puis en 1903 par sept autres conseils du Thembuland et du Griqualand-Est (Emboland).
En 1903, le conseil général du Transkei laisse la place à un Conseil général des territoires du Transkei.
En 1911, il est rejoint par les districts de Libode, Ngqeleni et Port St Johns (Ouest- Pondoland) lesquels forment ensemble le conseil général du Pondoland, lequel est rejoint en 1927 par les districts du Pondoland-Est (Bizana, Flagstaff, Lusikisiki et Tabankulu).
Après la Première Guerre mondiale, il sert de réservoir de main-d’œuvre à bon marché pour les mines d'or de Johannesburg dans le Transvaal, notamment après la grande grève des mineurs afrikaners, qui bloquent les mines du Witwatersrand en 1922, et sévèrement réprimée par le gouvernement de Jan Smuts.
En 1931, le Conseil général des territoires du Transkei et le conseil général du Pondoland sont amalgamés pour former le Conseil général des territoires unis transkeiens (ou Bunga). Composé d'un conseil exécutif de quatre magistrats et de quatre représentants du Bunga. Celle-ci est l'équivalent d'un parlement indigène, chargé de légiférer sur les lois et coutumes indigènes s'appliquant au territoire.
En 1956, le Bunga et les 24 districts sont supprimés et laissent la place à une autorité territoriale et des autorités locales et tribales.
Le 29 mai 1959, le gouvernement du Parti national sud-africain crée les bantoustans du Ciskei et du Transkei pour le peuple xhosa. L'Autorité territoriale du Transkei voit le jour.
En mai 1963, le Transkei acquiert l'autonomie. Il sera alors dirigé d'une main de fer par Kaiser Matanzima, un neveu de Nelson Mandela.
Le 26 octobre 1976, le Transkei est le premier bantoustan à accéder à l'indépendance, non reconnu par la plupart des autres États de la communauté internationale ni par l'ONU.
De 1978 à 1980, le Transkei négociera en vain des modifications territoriales avec l'Afrique du Sud. Ceci créera la situation unique d'un pays refusant de négocier avec la seule nation qui l'ait reconnue.
En 1980, Kaiser Matanzima, dont le régime est de plus en plus autoritaire, dépose Sabata Dalindyebo, le roi du peuple Thembus, une des ethnies xhosas.
En 1987, un coup d'État mené par Bantu Holomisa renverse le régime corrompu de George Matanzima, le frère de Kaiser Matanzima. Autoproclamé chef de l'État, président du conseil militaire et ministre de la défense, Holomisa reconnait officiellement l'artifice de l'indépendance accordée par l'Afrique du Sud mais il en profite pour accorder l'immunité aux militants des branches armées du Congrès national africain (ou ANC) et du Congrès panafricain d'Azanie qui viennent s'entraîner aux côtés des forces armées du Transkei.
Lors des négociations constitutionnelles sud-africaines entre 1991 et 1994, Holomisa rejoint l'ANC et fait réincorporer le Transkei dans l'Afrique du Sud (malgré l'opposition d'une partie minoritaire mais non négligeable de la population).
En 1994, le Transkei est devenue la partie Est de la nouvelle province du Cap-Oriental.

## Géographie

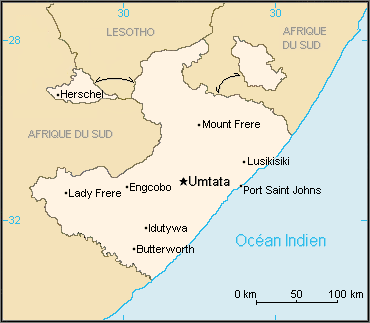
Carte du Transkei, avec ses deux enclaves.

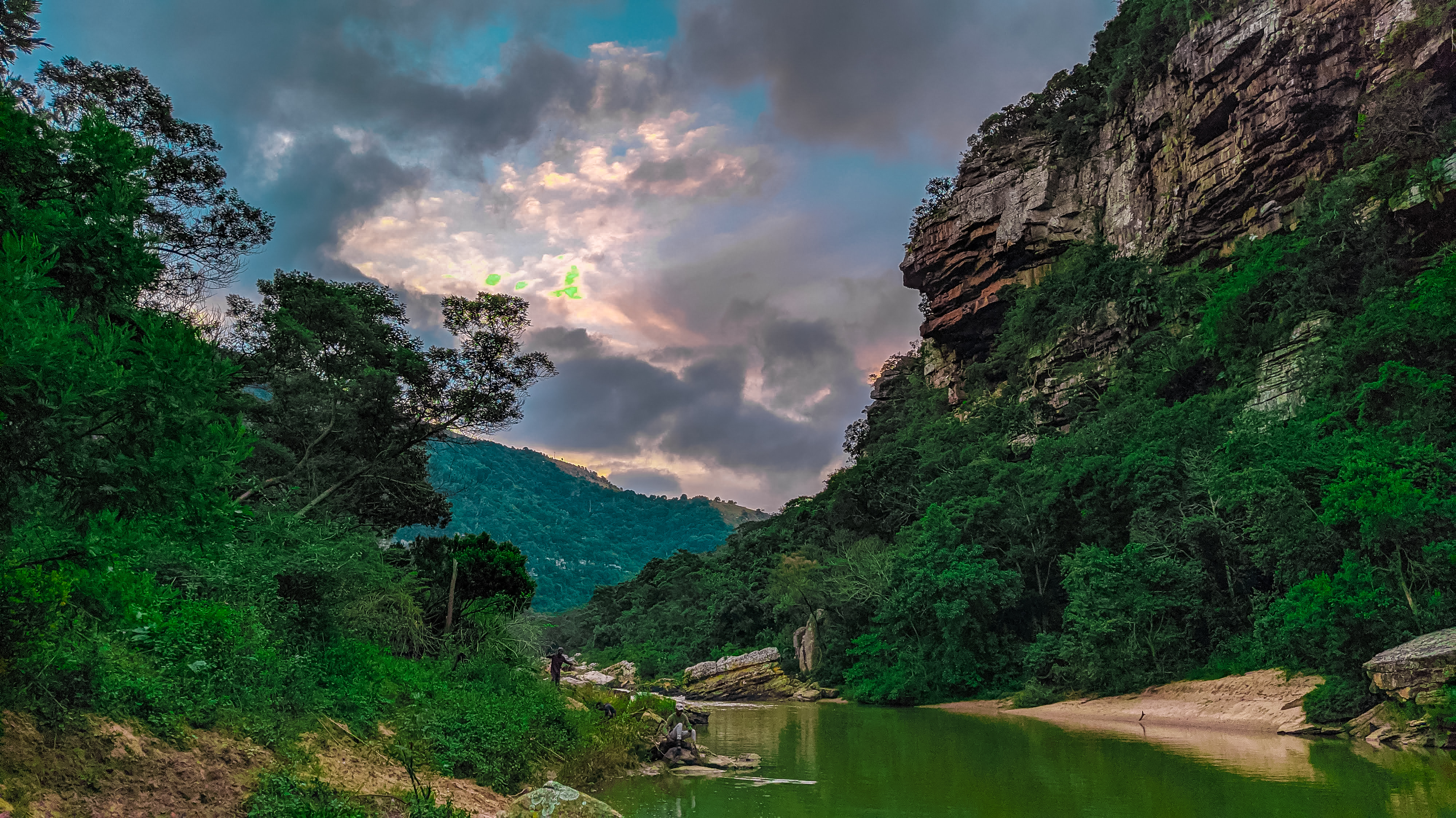
Le fleuve Mtamvuna.

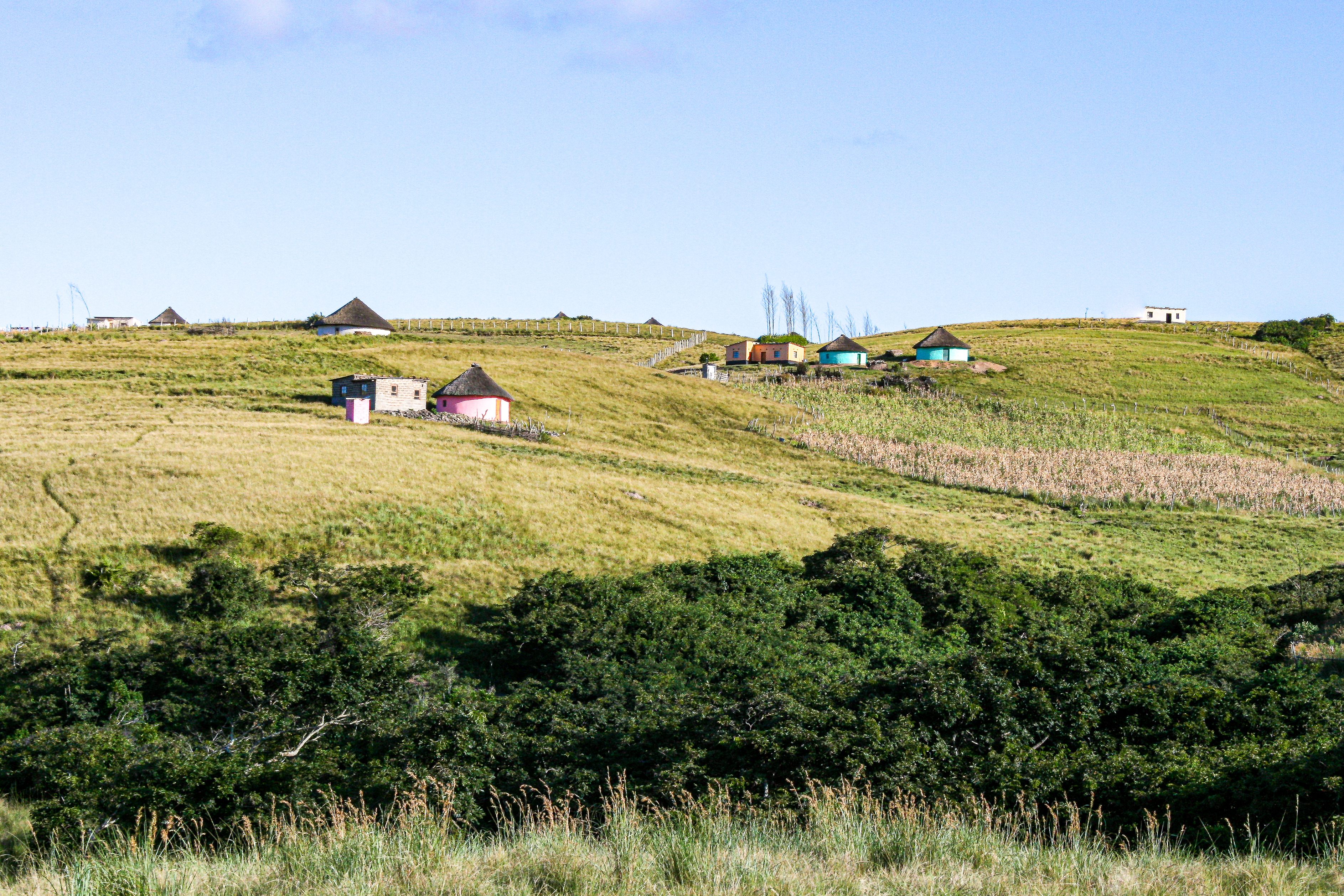
Paysage verdoyant.

Située dans l'Est de l'Afrique du Sud, la majeure partie du Transkei était bordée à l'Est par l'océan Indien, au Nord par le fleuve Mtamvuna, au Sud par le fleuve Grand Kei et à l'Ouest par les monts Drakensberg et le Lesotho. Il était d'une superficie légèrement supérieure à celle de la Suisse.
À l'origine, le Transkei s'est formé des anciens territoires xhosas qu'étaient l'Idutywa Reserve, le Fingoland (Mfenguland) et le Galekaland (Gcalekaland). À la suite de leur annexion à la colonie du Cap, ils furent réorganisés en divisions de Butterworth, Tsomo et Nqamakwe pour le Fingoland; Kentani et Willowvale pour le Galekaland.
Le Transkei possédait deux exclaves : une dans la province du Cap en bordure avec le sud-ouest du Lesotho et une dans la province du Natal.
La capitale et plus grande ville était Umtata (Mthata).
À l'inverse des autres régions d'Afrique du Sud, le Transkei est une contrée humide constituée de plaines verdoyantes et de nombreuses rivières. Son littoral inclut la Côte Sauvage, une région porteuse d'une extrême biodiversité.

## Politique
Le parlement du Transkei était composé d'une assemblée législative de 150 membres (75 élus et 75 nommés parmi des chefs locaux) avec un mandat de cinq ans. À leur tête, un président de l'assemblée était élu pour sept ans. L'exécutif était composé d'un gouvernement et d'un premier ministre responsables devant l'assemblée législative.
Le Transkei National Independence Party ou TNIP (pour Parti national de l'indépendance du Transkei) était le parti au pouvoir. Il existait aussi un autre parti, le Democratic Party (Parti démocratique).
Les deux partis politiques furent dissous le 30 décembre 1987 avec le coup d'État mené par Bantu Holomisa qui instaura un régime militaire autoritaire.
L'armée était composée de 3 500 à 4 000 soldats en 1993.

### Liste des présidents du Transkei
- Transkei (indépendant)
  - Botha Sigcau (TNIP) : du 26 octobre 1976 au 1er décembre 1978
  - Zwelibanzi Maneli Mabandla (TNIP) : du 1er décembre 1978 au 19 février 1979
  - Kaiser Matanzima (TNIP) : du 19 février 1979 au 20 février 1986
  - Tutor Nyangelizwe Vulindlela Ndamase (TNIP) : du 20 février 1986 au 26 avril 1994

### Liste des chefs du gouvernement du Transkei
- Autorité territoriale du Transkei
  - Kaiser Matanzima (chef du conseil) : de 1961 au 6 décembre 1963
- Transkei (autonome)
  - Kaiser Matanzima (ministre en chef) (TNIP) : 6 décembre 1963 au 26 octobre 1976
- Transkei (indépendant)
  - Kaiser Matanzima (premier ministre) (TNIP) : 26 octobre 1976 au 20 février 1979
  - George Matanzima (premier ministre) (TNIP) : 20 février 1979 au 24 septembre 1987
  - Dumnisani Gladstone Gwadiso (premier ministre) (TNIP) : 25 septembre 1987 au 5 octobre 1987
  - Stella Sigcau (premier ministre) (TNIP) : 5 octobre 1987 au 30 décembre 1987
  - Bantu Holomisa (président du conseil militaire) : 30 décembre 1987 au 26 avril 1994

### Élections
Aux élections législatives du 29 septembre 1976, le TNIP a remporté 68 sièges éligibles et le Parti démocratique sept.
Aux élections législatives du 24 septembre 1981, le TNIP a remporté la totalité des 75 sièges éligibles.

## Population

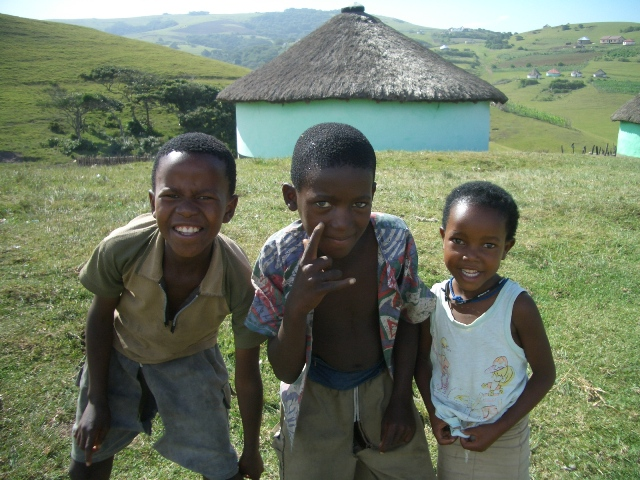
Enfants xhosas dans l'ancien Transkei.

Le Transkei avait été conçu pour le peuple xhosa qui disposait également du Ciskei.
En 1978, la population xhosa s'élevait à 3 930 087 personnes en Afrique du Sud dont 1 650 825  dans le Transkei (42 %), 555 357 dans les autres bantoustans dont le Ciskei (14,14 %) et 1 723 905 dans les zones blanches (43,86 %).
En 1992, la population du Transkei était de 4 746 796 habitants.
Les langues les plus parlées étaient le xhosa et l'afrikaans.

## Culture

### Drapeau
Le drapeau a été adopté le 20 mai 1966.
L'ocre fait référence à la couleur de la terre utilisée pour la construction des huttes, le blanc symbolise la paix et le vert fait référence aux prairies.
Le drapeau a été abandonné le 27 avril 1994 avec la réintégration du Transkei dans l'Afrique du Sud.

### Philatélie
Durant son existence, le Transkei a émis 318 timbres-poste et douze blocs-feuillets avec pour légende Transkei.

## Personnalité
- Nelson Mandela, né en 1918 à Mvezo au Transkei, résidait officiellement dans le village de Qunu, près de Mvezo, depuis sa retraite politique en 1999.
- Thabo Mbeki (1942-), homme politique sud-africain et ancien Président de la république d'Afrique du Sud de 1999 à 2008.